# Gigondas
Gigondas ist eine französische Gemeinde mit 435 Einwohnern (Stand 1. Januar 2022) im Département Vaucluse in der Region Provence-Alpes-Côte d’Azur.
Das Gemeindegebiet ist innerhalb der Weinbauregion Côtes du Rhône ein Untergebiet mit eigener Herkunftsbezeichnung; siehe Gigondas (Weinbaugebiet).

## Geografie
Das südfranzösische Dorf befindet sich am westlichen Eingang der Felslandschaft Dentelles de Montmirail. Der Ort liegt 15 Kilometer östlich der Stadt Orange und wird vom Trignon, einem Nebenfluss der Ouvèze durchflossen.
Das Klima ist mediterran geprägt, allerdings kann es frisch werden, sobald der Mistral bläst.

## Geschichte
Aufgefundene antike Urnen, Statuetten, Lampen, Fliesen und mehr, die zufällig beim Pflügen oder bei gezielten Ausgrabungen gefunden wurden, bezeugen die Präsenz von Bewohnern zur gallorömischen Zeit. 1866 fand Eugène Raspail den Kopf eines Bacchus auf seinem Grundstück auf Schloss Château Raspail.
Erstmals schriftlich erwähnt wird Gigondas im Jahre 951 unter dem lateinischen Namen Jucundus, was ‚angenenehm‘ oder ‚erfreulich‘ bedeutet. Im Spätmittelalter machten die Fürsten von Orange ihren Einfluss über das Gebiet geltend.
Bis zum 18. Jahrhundert wurde in Gigondas vor allem Wein angebaut, doch dann begann sich die Bevölkerung mehr und mehr auf den Anbau von Oliven und Maulbeeren für die Seidenraupenzucht zu konzentrieren. Erst 1861 belebte die Familie Raspail und insbesondere ihr Vertreter Eugène Raspail nach seiner politischen Karriere den Weinbau wieder. Drei Jahre später wurden seine Erzeugnisse über den Hafen von Roquemaure auf der Rhone nach Valence und Lyon sowie über weitere Wasserstraßen auch nach Saint-Étienne und Paris verschifft. Die Invasion der Reblaus rund zehn Jahre später, konnte den Aufschwung der Weinproduktion in Gigondas nur vorübergehend stoppen. Seit 1971 darf die Gemeinde ihre Produkte unter der Herkunftsbezeichnung Gigondas AOC vermarkten.

### Wappen

Wappen von Gigondas
Wappen der Fürsten von Orange

Wappenbeschreibung: Das Schildhaupt entspricht jenem der Fürsten von Orange.
Auf azurblauem Grund bilden ein silbernes, perforiertes Tolosanerkreuz (Croix cléchée auch Croix occitane) und zwölf Silbermünzen einen Radkranz. Das güldene Schildhaupt ist besetzt mit einem silbern beschlagen, azurblauen Jagdhorn an dem eine Kordel festgemacht ist.

### Bevölkerungsentwicklung
| Jahr      | 1962 | 1968 | 1975 | 1982 | 1990 | 1999 | 2009 |
| --------- | ---- | ---- | ---- | ---- | ---- | ---- | ---- |
| Einwohner | 792  | 746  | 703  | 648  | 612  | 648  | 559  |

## Wirtschaft
Die Felslandschaft Dentelles de Montmirail, die sich zu einem guten Teil auf Gemeindegebiet befindet, und den Wein machen Gigondas attraktiv. Deshalb ist es auch nicht verwunderlich, dass ein Großteile der Bevölkerung vom Tourismus und dem Weinbau lebt. Darüber hinaus werden auch noch einige Olivenbaumplantagen unterhalten. Das örtliche Gewerbe bietet Wander-, Kletter-, Reit- und Radfahrtouren an. Zudem werden auch Malkurse organisiert.

## Sehenswürdigkeiten
- Das Felsmassiv Dentelles de Montmirail
- Die ursprünglich romanische Kapelle Chapelle Saint-Côme et Saint-Damien befindet sich im Norden der Gemeinde an der Auffahrt zum Pass Col du Cayron. Sie wurde im 16. Jahrhundert zerstört und im 17. Jahrhundert rekonstruiert. Vom alten Bau blieben lediglich die Apsis und das Querschiff, welches im neuen Bau zum Langhaus wurde. Als Baumaterial wurden Bruch- und Werkstein eingesetzt, wobei letzterer als Verstärkung für die Ecken sowie Tür- und Fensterrahmen verwendet wurde. Die Bedachung besteht aus „römischen Ziegeln“. Bei genauem Hinsehen entdeckt man zahlreiche Steinmetzzeichen auf den Steinen.[5]
- Die romanische Kirche Église Sainte-Catherine d’Alexandrie aus dem 11. Jahrhundert.
- Die Hospizien, welche ab 1982 renoviert wurden.
- Mauerruinen der im Mittelalter befestigten Stadt.
- Das Schloss und Weingut Château Raspail
- Das ehemalige Thermalbad von Montmirail, welches zwischen 1859 und 1939 in Betrieb war, befindet sich an der Dorfausfahrt in Richtung Vacqueyras.
- Der Skulpturenweg Cheminement de Sculptures contemporaines präsentiert zeitgenössische Plastiken.
- Der Lehrpfad Sentier botanique et archéologique widmet sich den Themen Botanik und Archäologie.

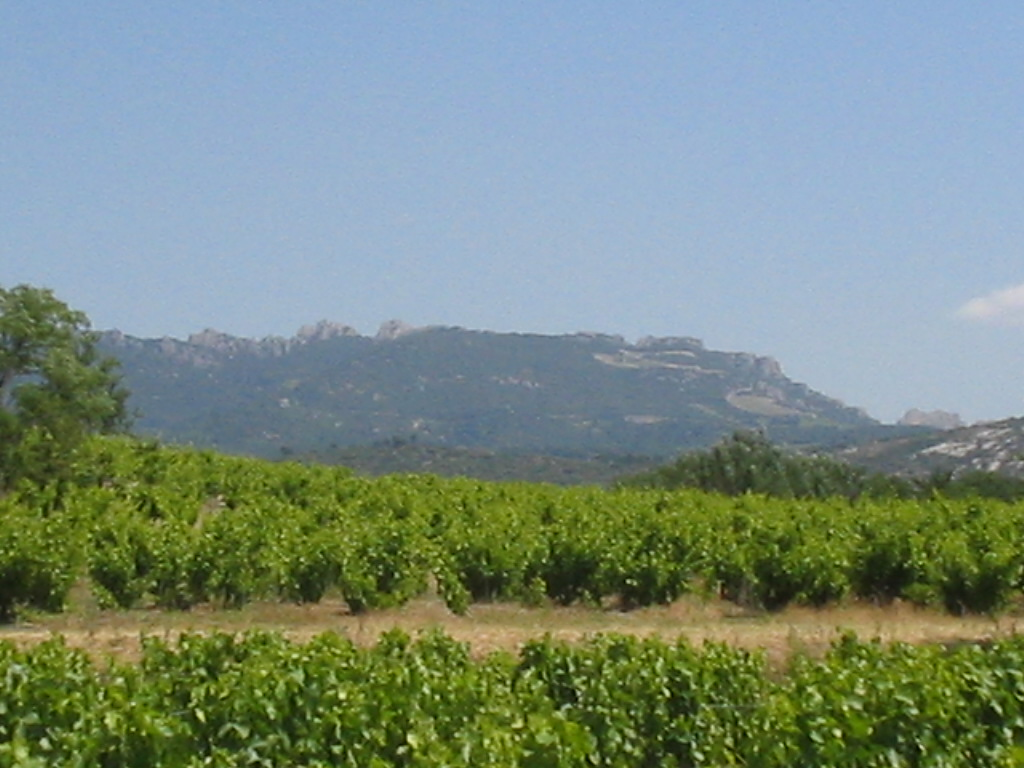
Weinberg bei Gigondas mit den Dentelles de Montmirail im Hintergrund
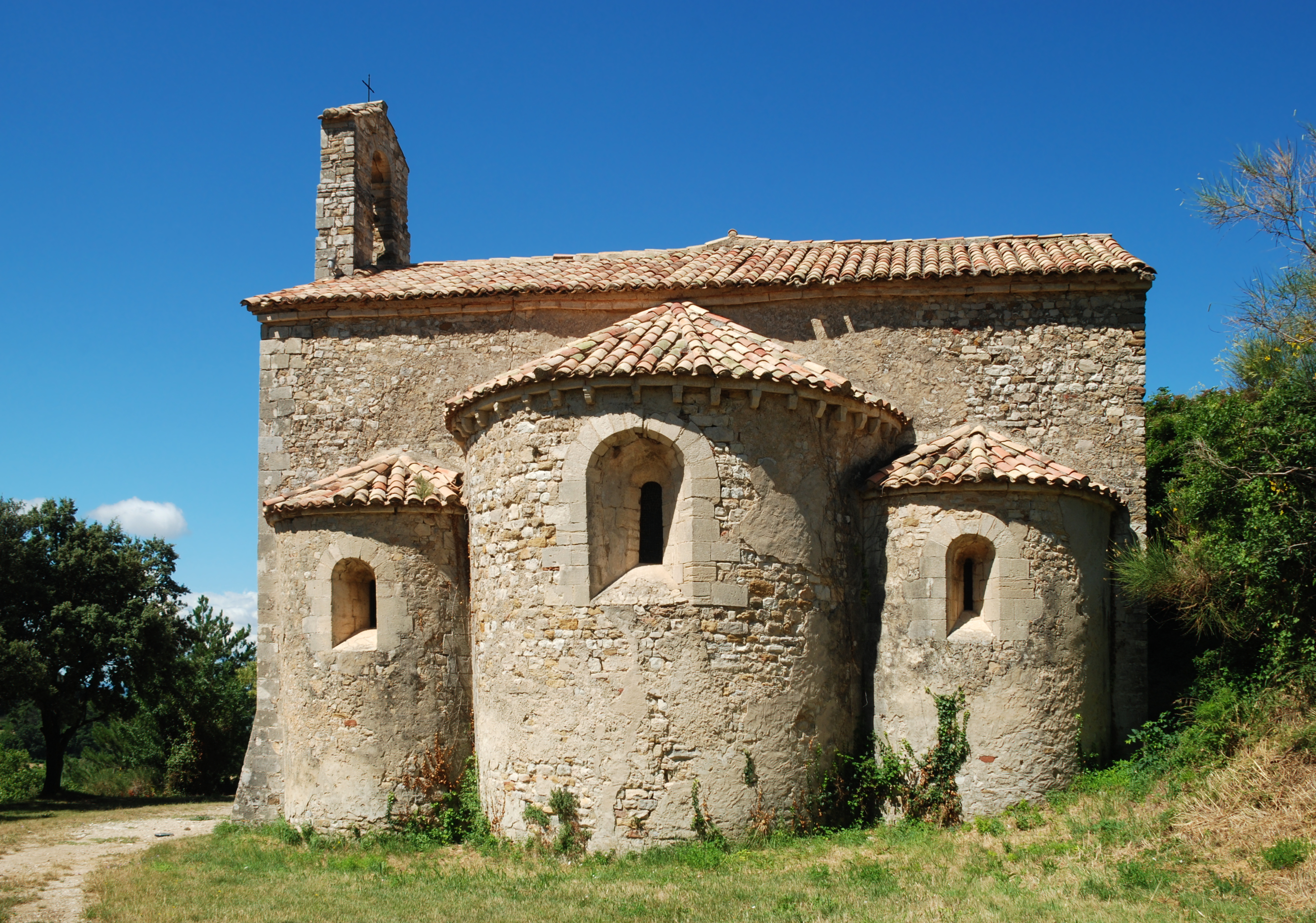
Kapelle Saint-Cosme et Saint-Damien
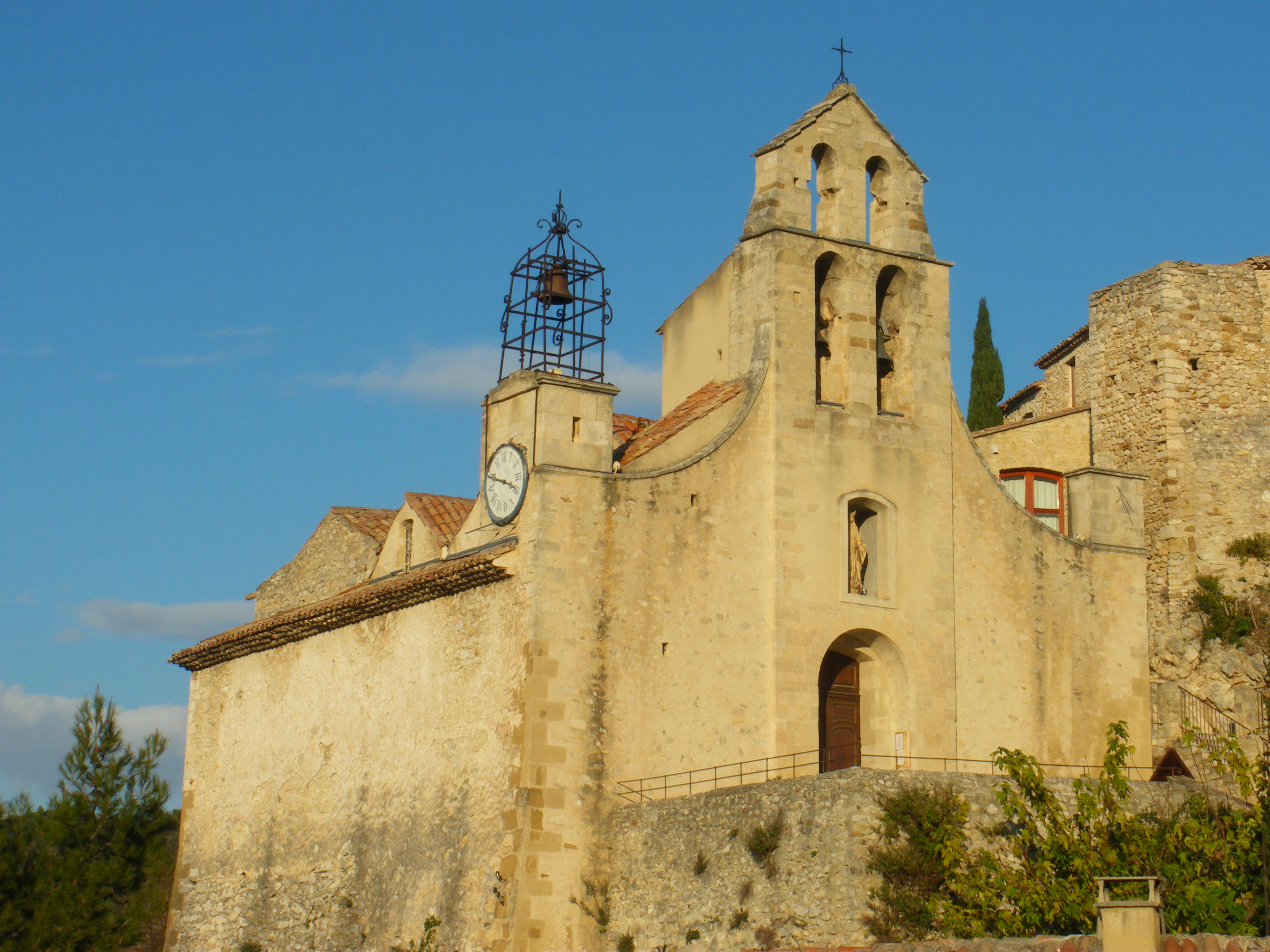
Kirche Sainte-Catherine d’Alexandrie
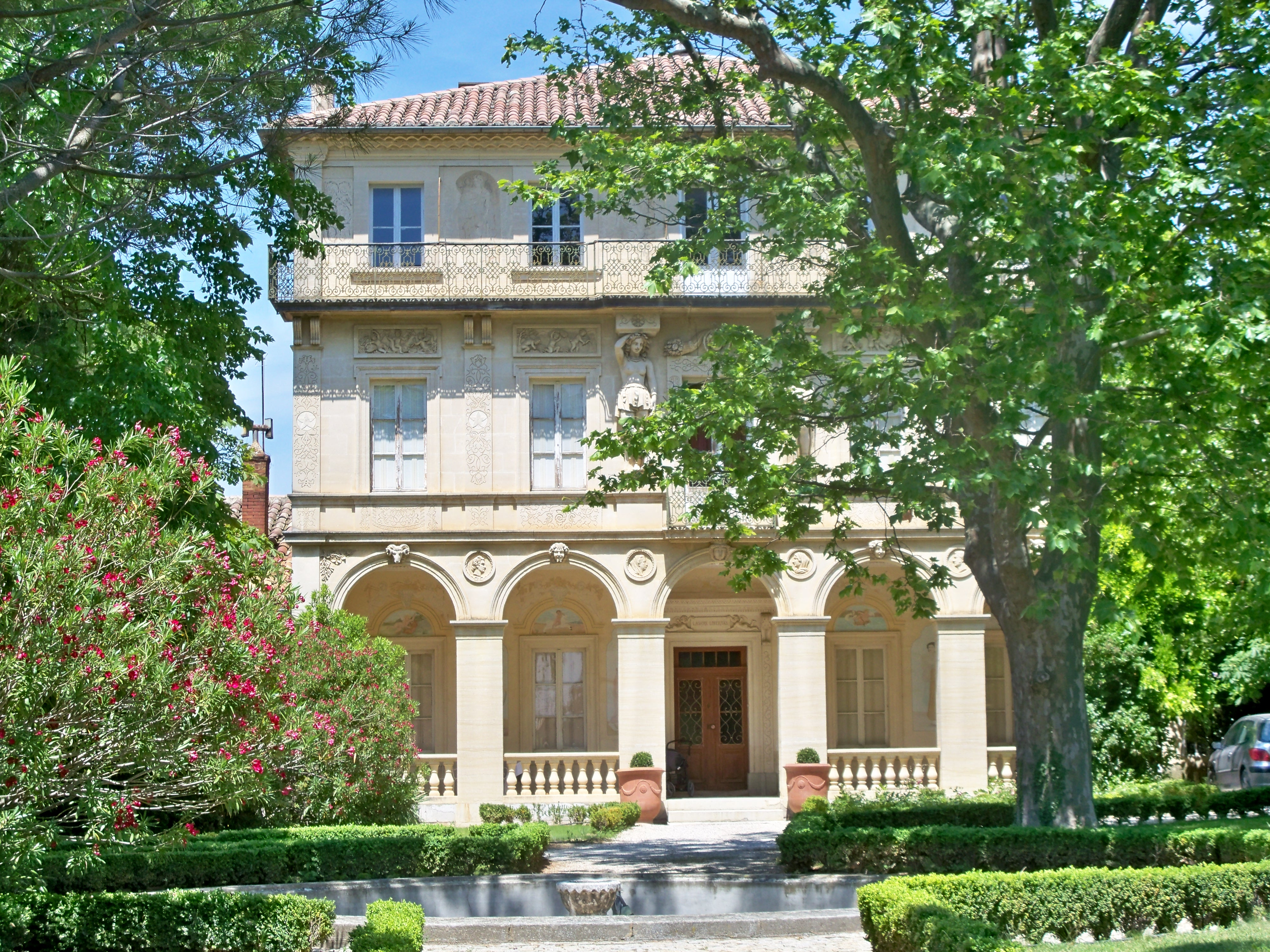
Schloss und Weingut Château Raspail

## Partnerstädte
- Anderlues, Hennegau, Belgien